# Вулиця Васильченка (Львів)
Ву́лиця Васи́льченка — вулиця у Личаківському районі міста Львів, у місцевості Нове Знесіння. Пролягає від вулиці Ковельської до вулиці Помірки.

## Історія
Вулиця виникла на початку XX століття, до 1928 року мала назву Бочна (Бічна), до 1930 року — Знесіння бічна. У 1934–1946 роках називалася вулицею Білинкевича. Сучасну назву отримала у 1946 році, на честь українського письменника Степана Васильченка.

## Забудова
Вулиця забудована переважно приватними малоповерховими будинками, які являють собою суміш стилів і епох — тут присутні конструктивістські будинки 1930-х та 1950-х років, двоповерхові будинки барачного типу тощо. Наприкінці вулиці у 2000-х роках зведено сучасний дев'типоверховий житловий будинок.